# Buriewiestnik Moskwa
Buriewiestnik Moskwa (ros. «Буревестник» Москва) – rosyjski amatorski klub piłkarski z Moskwy.

## Historia
Chronologia nazw:
- 1924 – 1935: SKiG Moskwa (ros. СКиГ Москва)
- 1936 – 1968: Buriewiestnik Moskwa (ros. «Буревестник» Москва)
- od 2001: Buriewiestnik Moskwa (ros. «Буревестник» Москва)

Piłkarska drużyna SKiG została założona w 1924 w mieście Moskwa. W 1936 zmienił nazwę na Buriewiestnik.
W 1937 zespół debiutował w Grupie G Mistrzostw ZSRR.
Zajął 4. miejsce w Grupie G i po reformie systemu lig ZSRR awansował o dwie ligi do Grupy A, jednak nie utrzymał się w niej. Zajął ostatnie 26. miejsce i spadł do Grupy B.
II wojna światowa przeszkodziła prowadzić rozgrywki w latach 1941-1945.
Po zakończeniu wojny klub w 1946 kontynuował występy w Drugiej Grupie, w której występował do 1947.
W 1947 zajął 6. miejsce i więcej nie przystąpił do rozgrywek profesjonalnych.
W końcu 1968 klub został rozformowany.
W 2001 klub został reaktywowany i od tej pory występuje w Lidze Amatorskiej.

## Osiągnięcia
- 1/32 finału w Pucharze ZSRR:

1938, 1939, 1947
- 1. miejsce w grupie Moskwa B Ligi Amatorskiej (5. poziom):

2012

## Znani piłkarze
- Roman Szirokow